# Glomeremus nitidus
Glomeremus nitidus är en insektsart som först beskrevs av Karsch 1893.  Glomeremus nitidus ingår i släktet Glomeremus och familjen Gryllacrididae. Inga underarter finns listade i Catalogue of Life.